# 新興勢力会議
新興勢力会議（しんこうせいりょくかいぎ、略称：CONEFO）とは、1965年に結成された新興国によるパートナーシップである。

## 沿革
第二次世界大戦が終結し、かつて列強の植民地だった諸国は、次々に独立を勝ち取っていった。だが間もなく冷戦が始まり、アメリカを中心とする資本主義・右翼諸国西側と、ソ連を中心とする社会主義・左翼諸国東側に分かれ、戦争寸前の状況に陥った他、朝鮮戦争などの東西の代理戦争も発生、ベトナムでも共産主義化した北側とアメリカが介入した南側で緊張が高まり、後にベトナム戦争に発展し、中国での中華人民共和国(東側)と中華民国(台湾、西側)の対立が発生するなど、冷戦の影響はアジアにも及んだ。
この頃、インドネシアの初代大統領スカルノは、冷戦は欧米西側列強による帝国主義であり、対抗する必要があると考え、列強が強大な権限を持つ国連を脱退。当時未加盟だった中華人民共和国、北朝鮮、北ベトナムと協力関係を築いてパートナーシップを結び、「北京平壌ハノイジャカルタ枢軸」と呼ばれる同盟構想を打ち立て、これが後に新興勢力会議として結成され、ユーゴスラビアやアラブ連合共和国、キューバやPLOなどの国々も加盟した。
1966年8月11日、スカルノに代わり実権を掌握していたスハルトにより会議は解散された。